# Церковь Святого Михаила (Берат)
Церковь Святого Михаила (алб. Kisha e Shën Mëhillit) — средневековая византийская церковь, расположенная за пределами квартала Каладжа на вершине холма города Берат Южной Албании. Как часть исторических центров Берата и Гирокастры (объекта Всемирного наследия ЮНЕСКО), церковь была построена, возможно, в XIV веке и посвящена архангелу Михаилу.
Церковь сравнительно небольшая и была построена на юге Калайского района на крутой скале. Это крестообразная часовня, пристроенная без какой-либо внутренней поддержки, с куполом на барабане и нартексе на западной части. Она была построена на крестообразном плане с куполом сверху. Стены характеризуются сочетанием рядов красного кирпича с камнем.
Внутри храма остатки живописных стен сохраняют лишь несколько следов. В наши дни сохранилась коллекция фресок и икон. В отличие от других церквей в Берате, здесь наблюдаемые пропорции развивали более высокий уровень и тенденцию к совершенствованию архитектурных форм.

## Галерея

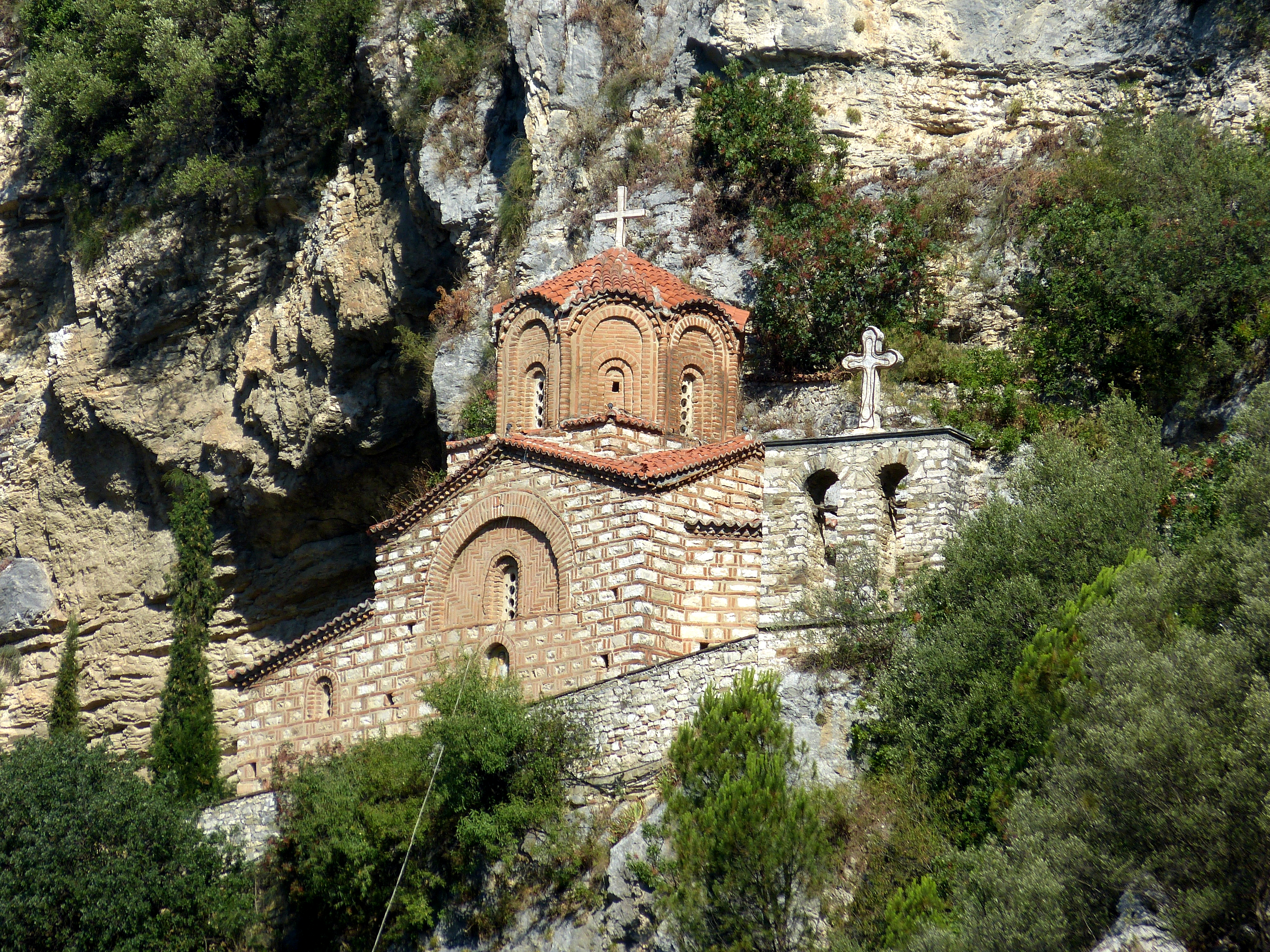
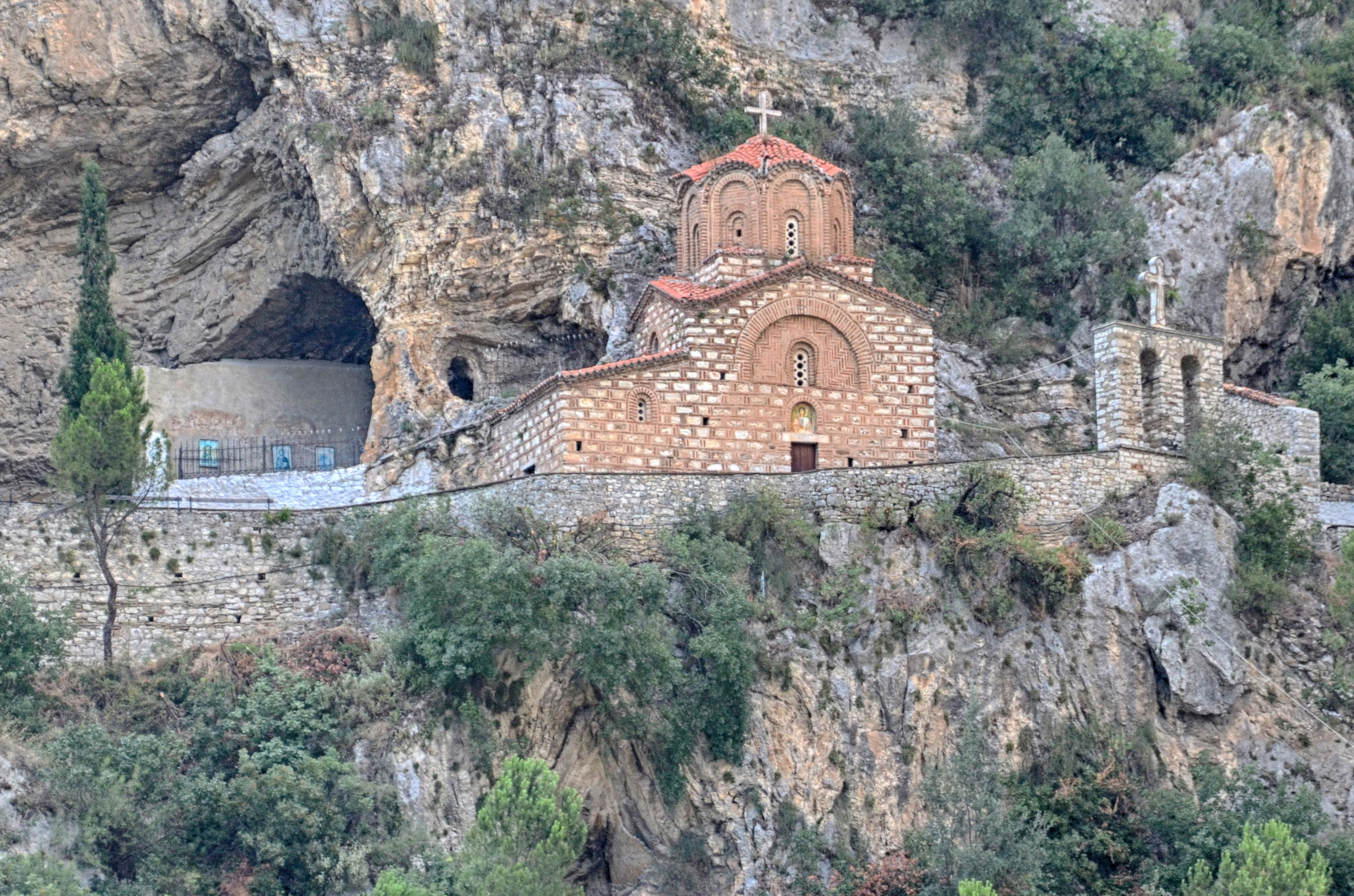
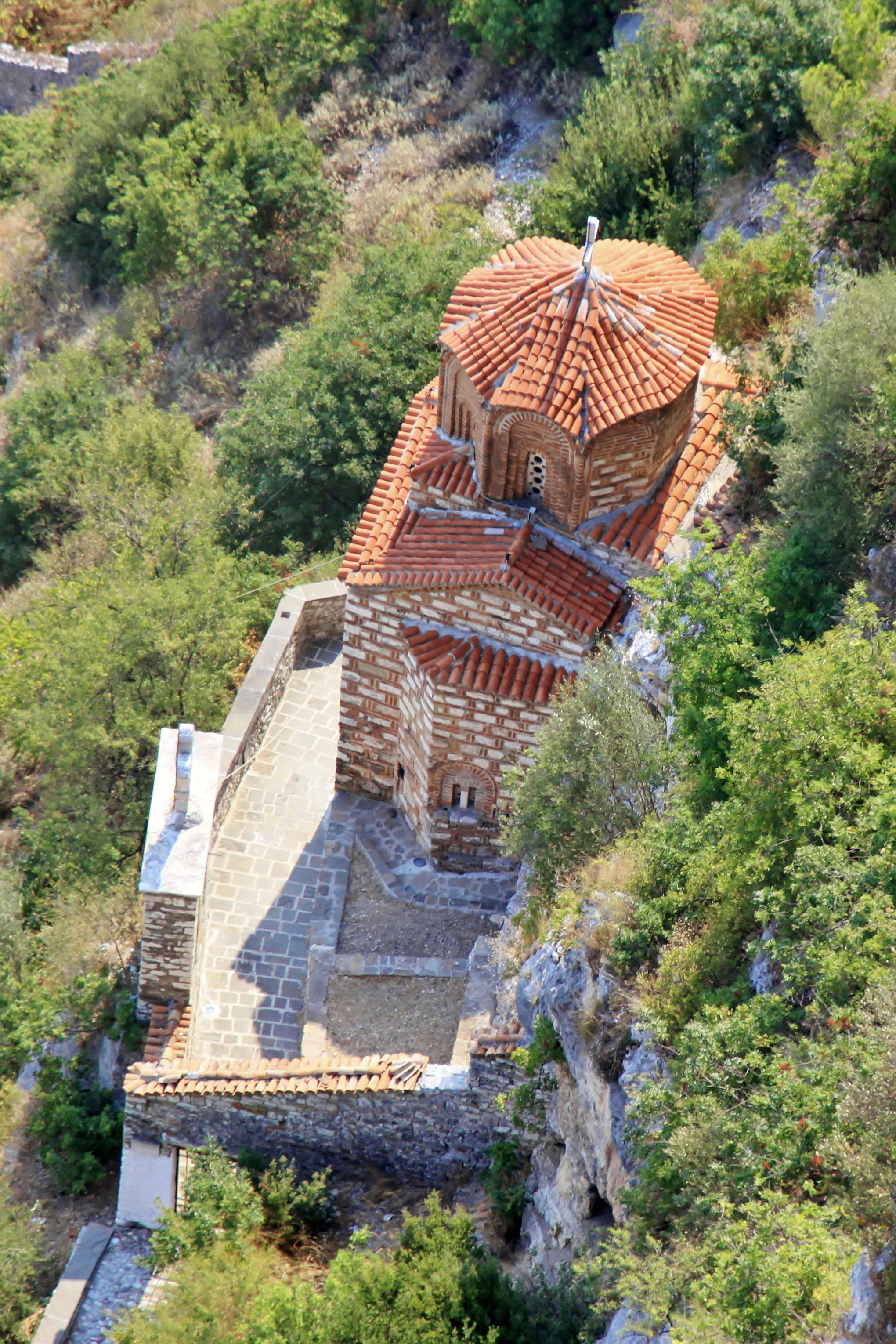